# Pauliena Rooijakkers
Pauliena Rooijakkers (* 12. Mai 1993 in Venray) ist eine niederländische Radrennfahrerin.

## Sportlicher Werdegang
Rooijakkers wurde in den Niederlanden geboren, wuchs allerdings in Kanada auf, wohin ihre Eltern eine Zeitlang ausgewandert waren. Sie betrieb in der Jugend vor allem Eishockey und Laufsport. Erst 2010, mit 17 Jahren, entschied sie sich für Radsport. Als Juniorin vertrat sie die Niederlande bei den Straßenradsport-Weltmeisterschaften 2011 im Einzelzeitfahren, allerdings wurde ihr Rad von den Wettkampfrichtern nicht akzeptiert; auf einem Reserverad kam sie auf den 13. Platz. Einige Wochen später konnte sie sich revanchieren, indem sie die Chrono des Nations gewann. Schon zu diesem Zeitpunkt stand fest, dass sie nach Ende ihrer Juniorenzeit für Boels Dolmans, ein niederländisches UCI-Team, fahren sollte.
Mit Boels Dolmans fuhr sie 2012 ihre erste Klassiker-Saison mit Rennen wie der Flandern-Rundfahrt oder Flèche Wallonne. Einen persönlichen Erfolg hatte sie mit dem Gewinn der Nachwuchswertung beim tschechischen Etappenrennen Gracia Orlová. 2013 hatte sie mindere Resultate, sie beendete kaum ein Rennen. Für 2014 wechselte sie zu Parkhotel Valkenburg und fuhr nur noch wenige Weltcup-Rennen. Dafür etablierte sie sich im Beachrace, einer in den Niederlanden und Belgien verbreiteten Variante des Cross-Country-Mountainbikerennens. In dieser Disziplin gewann sie von 2014 bis 2018 fünfmal in Folge die niederländischen Meisterschaften. 2016 wurde sie erste Europameisterin in diesem Wettbewerb, wie auch 2018 und 2021.
Auf der Straße erzielte Rooijakkers 2017 in der Tour de l’Ardèche ihren ersten Sieg als Profi, auf der Etappe auf den Mont Lozère. Für 2018 unterzeichnete sie bei WaowDeals Pro Cycling (später CCC-Liv bzw. Liv Racing), nach eigenen Worten, um ihre Fähigkeiten als Bergfahrerin auszubauen. Sie fuhr nun wieder mehr Rennen in der WorldTour (der Nachfolgeserie des Weltcups), unter anderem zum ersten Mal den Giro Donne, dem zu jener Zeit wichtigsten Etappenrennen für Frauen. Erste Früchte trug ihre Neuorientierung mit dritten Plätzen bei Donostia San Sebastian Klasikoa 2019, dem Frauenrennen von Clásica San Sebastián, und Giro dell’Emilia Donne 2020. Auch 2021 hatte sie mehrere Top-10-Plätze in spanischen Rennen für Bergfahrer, und sie gewann die Bergwertung der Tour de l’Ardèche.
2022 und 2023 fuhr Rooijakkers für Canyon SRAM Racing, wo sie Katarzyna Niewiadoma unterstützen sollte. Im Mai 2022 erzielte sie bei Durango–Durango ihren zweiten Profisieg und zugleich den einzigen Saisonsieg ihres Teams. Weitere Achtungserfolge konnte sie 2022 mit dem zweiten Platz bei Itzulia Women hinter Demi Vollering und dem Gewinn der Bergwertung in der Tour de Suisse verbuchen. Im Juli des Jahres war sie mit von der Partie bei der Erstaustragung der Tour de France Femmes.
In der zweiten Jahreshälfte 2023 probierte sich Rooijakkers im Gravelrennen und gewann zwei Läufe der UCI Gravel World Series. Bei den erstmals ausgetragenen Gravel-Europameisterschaften wurde sie Sechste. Im September unterzeichnete sie einen Zweijahresvertrag ab 2024 bei Fenix-Deceuninck. Mit dem neuen Team erzielte sie in der ersten Jahreshälfte Top-10-Plätze bei steigungsreichen Eintagesrennen wie Flèche Wallonne bzw. Etappenrennen wie der UAE Tour und Vuelta Femenina.
Trotz Rooijakkers’ relativ guter Platzierungen im UCI-Ranking (29. Platz Ende 2022) kam sie infolge der hohen Konkurrenz im niederländischen Frauen-Radsport seit ihrer Juniorenzeit nie zum Einsatz in der Straßen-Nationalmannschaft. Neben den bereits erwähnten Aktivitäten gewann sie die niederländische Meisterschaft im Mountainbike-Marathon 2016 und fuhr in der Wintersaison gelegentlich Cyclocross-Rennen. In dieser Disziplin gewann sie 2020 den luxemburgischen Grand Prix Möbel Alvisse.

## Erfolge

### Straße
2011
Chrono des Nations (Junioren)
2012
Nachwuchswertung Gracia Orlová
2017
eine Etappe Tour Cycliste Féminin International de l’Ardèche
2019
Bergwertung Internationale Thüringen Ladies Tour
2021
Bergwertung Tour Cycliste Féminin International de l’Ardèche
2022
Durango–Durango Emakumeen Saria
Bergwertung Tour de Suisse Women

### Mountainbike
2014
 Niederländische Meisterin – Beachrace
2015
 Niederländische Meisterin – Beachrace
2016
 Europameisterin – Beachrace
 Niederländische Meisterin – Beachrace
2017
 Europameisterin – Beachrace
2018
 Europameisterin – Beachrace
 Niederländische Meisterin – Beachrace
2021
 Europameisterin – Beachrace
 Niederländische Meisterin – Marathon XCM

### Cyclocross
2019/2020
Grand Prix Möbel Alvisse

### Gravel
2023
zwei Siege in der UCI Gravel World Series